# Чёрные субботы
«Чёрные субботы» — приходящиеся на субботу рабочие дни.

## История
7 мая 1960 года в СССР был принят закон «О завершении перевода в 1960 году всех рабочих и служащих на семи- и шестичасовой рабочий день», который устанавливал продолжительность рабочего дня не более 7 часов. С 1965 года начался процесс перевода предприятий и учреждений на пятидневную рабочую неделю с двумя выходными днями и более длинным рабочим днём, но изначально 41 часовая рабочая неделя. Но при рабочем дне длиной ровно 8 часов (то есть 40 часов в неделю) общее количество рабочего времени в году было меньше, чем при графике работы, принятом ранее, что было признано недопустимым. Поэтому на большинстве предприятий это недостающее время восполняли за счёт укороченного на 10—20 минут обеденного перерыва или начала работы на то же количество минут раньше. Однако при этом рабочий день длился более 8 часов, что формально нарушало действующий Трудовой кодекс 1922 года, предусматривающий не более чем 8-часовой рабочий день. Поэтому в ряде городов СССР (в частности, в Ленинграде) первоначально избрали другой способ — несколько раз в год суббота объявлялась рабочим днём (как правило раз в месяц, обычно не в летние месяцы и не перед праздником, либо в пиковые дни). Такие субботы получили неофициальное название «чёрных».
В некоторых городах СССР «чёрные субботы» были отменены лишь в начале 1990-х годов.

## Происхождение названия
Название «чёрная суббота» происходит от цвета краски, которой печатались в календаре рабочие и выходные дни. Выходные дни, в том числе субботы, печатались красным, рабочие — чёрным. Соответственно, рабочая суббота оказывалась буквально чёрной.

## В настоящее время
Иногда «чёрными» называют субботы, объявленные рабочими в связи с переносом выходных дней.
Рабочие субботы часто используются в учебных заведениях:
- 1 сентября;
- суббота на занятия при классической заочной форме (в режиме 6-1 или даже все дни сессии);
- как резервный день;
- Во время до ЕГЭ экзамены назначались на n день от 15 июля, а при раннем начале конкретным днём недели;
- День открытых дверей.

## Последствия
У профессий, которым установлен сокращённый рабочий день (4 или 6 часов) упала привлекательность так как рабочий день установлен из 6 дневки, более того из-за специфики графика 10 дней без выходных является штатной ситуацией. Одним из вариантов решения является 6 часов + технологическое время 

## «Чёрные субботы» в культуре
- У группы «Мифы» есть песня «Чёрная суббота», в которой описывается конец трудовой недели с «чёрной» субботой.
- В 1970-е годы в Ленинграде существовала поговорка: «Ленинград — город белых ночей и чёрных суббот»[3].